# Художественная гимнастика на Всемирных играх 2017
Соревнования по художественной гимнастике на Всемирных играх 2017 прошли во Вроцлаве с 21 по 22 июля 2017 года.

## Расписание
| Дата             | Старт | Соревнование         |
| ---------------- | ----- | -------------------- |
| Пятница, 21 июля | 15:30 | Обруч (квалификация) |
| Пятница, 21 июля | 16:42 | Мяч (квалификация)   |
| Пятница, 21 июля | 20:00 | Обруч (финал)        |
| Пятница, 21 июля | 20:00 | Мяч (финал)          |

## Медалисты
| Дисциплина | Золото                 | Серебро                | Бронза                       |
| Мяч        | Россия · Арина Аверина | Россия · Дина Аверина  | Беларусь · Екатерина Галкина |
| Обруч      | Россия · Арина Аверина | Россия · Дина Аверина  | Израиль · Линой Ашрам        |
| Лента      | Россия · Арина Аверина | Россия · Дина Аверина  | Беларусь · Екатерина Галкина |
| Булавы     | Россия · Дина Аверина  | Россия · Арина Аверина | Израиль · Линой Ашрам        |